# ژان بیست‌وسوم: پاپ صلح
ژان بیست‌وسوم: پاپ صلح (انگلیسی: John XXIII: The Pope of Peace) یک تله‌فیلم ایتالیایی است که در سال ۲۰۰۲ میلادی منتشر شد.
این فیلم بر پایهٔ زندگی واقعی ژان بیست‌وسوم، پاپ مقدس کلیسای کاتولیک ساخته شده‌است.